# Freycinetia humilis
Freycinetia humilis är en enhjärtbladig växtart som beskrevs av William Botting Hemsley. Freycinetia humilis ingår i släktet Freycinetia och familjen Pandanaceae. Inga underarter finns listade.